# Miriam García Pascual
Miriam García Pascual (Tafalla, 14 de juliol de 1963 - Pic Meru, Himàlaia, Garhwal, Índia, 25 de maig de 1990) va ser una alpinista navarresa.
Ha estat la gran precursora de l'escalada de grans parets o "big wall" femení espanyol, amb una vida totalment dedicada al muntanyisme. Va fer set rutes a El Capitán, totes primeres nacionals femenines i alguna nacional absoluta, entre elles la via "The Nose". El 1986, després de llicenciar-se en Pedagogia, escala a través de diverses vies aquest pic amb Mari Carme Magdalena Vàzquez "Coco", i amb Juan Tomàs. Des del 1987 realitza diverses escalades a pics del continent americà, des del Parc Nacional de Yosemite fins a la Patagònia, on intenta repetides vegades el Fitz Roy. Al continent africà, a Mali. I també de l'estat espanyol. Moltes d'aquestes incursions les farà acompanyada d'altres alpinistes com Jesús Gálvez, José Luis Fernández Bedia, Jon Lazcano, Miguel Ángel Lausín o Jesús Buezo.
Poc abans de morir, el maig del 1990 va morir, a causa d'una allau, al Meru Nord (Garhwal), a l'Himàlaia, abans d'agafar l'últim avió va deixar lliurat un manuscrit Bájame una estrella que, amb el temps, s'ha convertit en un dels llibres mítics en el món de la literatura de muntanya, en el qual relata el viatge que va realitzar el 1988 als Estats Units durant set mesos.